# Mats Holmberg
Mats Olof Holmberg, född 15 december 1943 i Lund, död 3 april 2016 i Stockholm, var en svensk journalist.
Mats Holmberg var son till Olle Holmberg och egyptologen och psykologen Maj Holmberg (1910–88). Han var halvbror till Åke Holmberg. Han växte upp i Lund. Han studerade litteraturhistoria på Lunds universitet och började som journalist på Sydsvenska Dagbladet i Malmö 1966. Från 1969 var han stringer för Expressen i Latinamerika med stationering i Santiago de Chile. Han var från 1972 journalist på Dagens Nyheter. Han var tidningens korrespondent i Latinamerika 1973–76, i Afrika 1979-1981, i Västtyskland 1984–87, EU-korrespondent med placering i Bryssel 1996–98 och korrespondent i Paris 1998-2001. Därutöver var han bland annat chef för Stockholms-redaktionen, nyhetschef och redaktionschef. Den sista perioden på Dagens Nyheter var han redaktör för Namn och nytt, där han också regelbundet skrev dagsverser sedan 1990-talet.
Han var en av tre mottagare av 1998 års Bombi Bitt-pris som delades ut av Piratensällskapet. Han fick 2015 Alf Henrikson-priset tillsammans med tecknaren Håkan Ljung.
Han var gift med Martisa Vasquez (född 1943).